# 都村健
都村 健（つむら けん、1899年 - 1982年）は、日本のジャーナリスト、脚本家である。マキノ映画製作所やマキノ・プロダクションの宣伝部で、雑誌編集を含めたマルチな宣伝活動を行い、脚本も執筆した。のちに通信合同社の社長を歴任した。本名井上 健三（いのうえ けんぞう）。

## 来歴・人物
1899年（明治32年）に生まれる。
1923年（大正12年）6月1日に牧野省三が設立したマキノ映画製作所等持院撮影所に、関東大震災（同年9月1日）後に入社、宣伝部員として阪東妻三郎の売り出しに貢献する。牧野が撮影所長をつとめた東亜キネマ等持院撮影所を経て、1925年（大正14年）6月、牧野がマキノ・プロダクションを設立すると、その御室撮影所に移籍する。雑誌「マキノ」、「キネマ・グラフ」、「週刊マキノ」、「東亜グラフィック」、「月形時代」などの発行・編集を手がけた。その傍ら、1927年（昭和2年）、直木三十五の「週刊朝日」誌連載小説『烏組就縛始末』を原作に脚本を執筆、片岡千恵蔵主演で映画化され、脚本家としてデビューする。1929年（昭和4年）までに3本のオリジナル脚本を含めた6本を執筆した。
1929年（昭和4年）7月25日の牧野の死去ののち、同年3月に東亜キネマを退社した同社の等持院撮影所長・小笹正人を所長、牧野の長男・マキノ正博を撮影部長とした新体制において、「宣伝部主任」に就任する。
1931年（昭和6年）の同社倒産後は、同時期に経営危機にあった東亜キネマの製作業務を代行すべく設立した東活映画社に入社、高村正次に代わって安倍辰五郎所長体制下の等持院撮影所の宣伝部長に就任した。翌1932年（昭和7年）10月、同社は早くも解散する。1934年（昭和9年）9月、御室撮影所に設立された「エトナ映画社」に宣伝部長として迎えられるが、半年後の1935年（昭和10年）4月に同社は解散した。
1937年（昭和12年）、通信合同社に入社する。その後同社の代表となる。製作から興行までを対象にした通信紙『合同通信』を執筆・発行した。
1982年（昭和57年）に死去。82-83歳没。都村の没後、京都市内に在住する遺族は、立命館大学衣笠キャンパスにある「マキノ・プロジェクト」に映画に関する資料を寄託、同大はこれを「都村健映画資料コレクション」とした。コレクションの内訳は、戦前の『キネマ旬報』誌468冊、都村が発行した『合同通信』紙2,615冊、出版物106冊、スクラップブック9冊、写真資料2,966点である。

## フィルモグラフィ
マキノ・プロダクション御室撮影所
- 烏組就縛始末　1927年　脚本　監督高見貞衛、原作直木三十五、撮影藤井春美、主演片岡千恵蔵、共演松浦築枝、都賀一司、山本礼三郎、津村博
- 悪党　1928年　原作・脚本　監督富沢進郎、撮影川辺弥太郎、主演武井龍三、共演津村博、山本礼三郎、滝沢憲、尾上松緑 (2代目)、岡島艶子
- 倶利加羅峠 愛怨篇　1928年　原作・脚本　監督中島宝三、撮影松浦茂、主演市川小文治、共演鈴木澄子、加茂川緋紗子、住乃江田鶴子
- 骨肉　1928年　脚本　監督二川文太郎、撮影石野誠三、主演阪東三右衛門、共演沢田敬之助、児島武彦、実川芦雁、生野初子、月原小雪、大林梅子
- 月下の騎士　1929年　原作・脚本　監督吉野二郎、撮影松浦茂、主演マキノ潔、共演マキノ登六、嵐徳太郎、北岡よし江、泉清子、住乃江田鶴子
- 乳姉妹　1929年　脚本　監督阪田重則、原作菊池幽芳、撮影大森伊八、主演マキノ智子、松浦築枝、谷崎十郎

## ビブリオグラフィ
- 『回想・マキノ映画』、企画都村健・編集御園京平、マキノ省三先生顕影会、1971年

## 関連事項
- マキノ映画製作所 - 東亜キネマ - マキノ・プロダクション （牧野省三）
- 東活映画社 （安倍辰五郎）
- 伊藤忠之（曾孫・ミュージシャン（ロボピッチャーのキーボード奏者））

## 註
1. 1 2 3 4 5  立命館大学衣笠キャンパスの「マキノ・プロジェクト」サイト内の「マキノ映画都村健コレクション」の記述を参照。
2. ↑  立命館大学衣笠キャンパスの「マキノ・プロジェクト」サイト内の「1929年 マキノ・プロダクション御室撮影所 所員録」の記述を参照。
3. ↑  立命館大学衣笠キャンパスの「マキノ・プロジェクト」サイト内の「御室撮影所」の記述を参照。